# Hartama ibne Aiane
Hartama ibne Aiane (Harthama ibn A'yan - m. junho de 816) foi um general e governador coraçane do começo do Califado Abássida, que serviu no final do século VIII e começo do século IX sob os califas Alhadi (r. 775–776), Harune Arraxide (r. 786–809) e Almamune (r. 813–833). Ele desempenhou um importante papel na vitória de Almamune na Guerra Civil Abássida, mas foi executado por suas ordens quando protestou contra o poder da família sálida que dominava sua corte.

## Vida

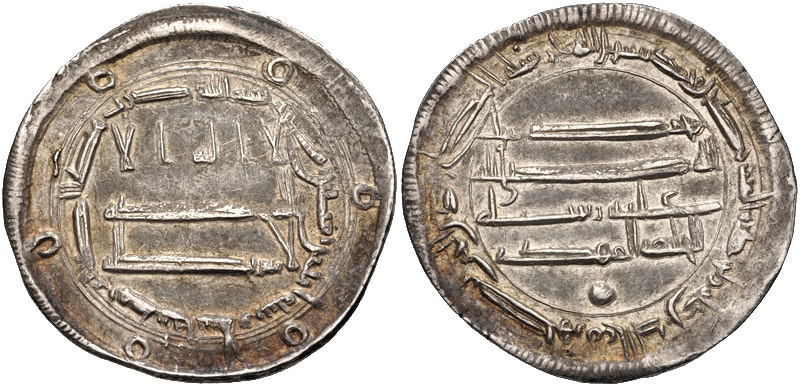
Dirrã de Almadi r.

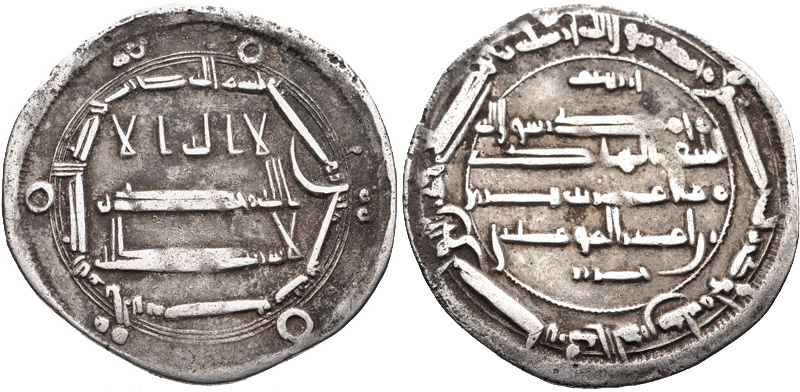
Dirrã do califa Alhadi r.

Nativo de Bactro, Hartama foi um maula da tribo Banu Daba. Ele aparece pela primeira vez durante o reinado do segundo califa abássida, Almançor (r. 754–775), como um dos apoiantes do príncipe abássida e herdeiro aparente Issa ibne Muça. Issa foi forçado a renunciar sua reivindicação ao trono em favor do filho de Almançor, Almadi (r. 775–785), que acorrentou e levou Hartama para Bagdá e manteve-se preso durante seu reinado. Sob o filho e sucessor de Almadi, Alhadi (r. 785–786), contudo, foi libertado e elevado à proeminência como um dos mais próximos assessores califais. Em algum momento durante o período diz-se que ele recomendou ao califa a execução de seu irmão mais jovem e herdeiro aparente, o futuro califa Harune Arraxide (r. 786–809) para abrir o caminho para a sucessão dos próprios filhos de Alhadi, mas este plano foi frustrado através da intervenção da mãe do califa, al-Khayzuran. No entanto, quando Alhadi faleceu foi Hartama que libertou Harune da prisão.
Ele continuou a gozar duma posição privilegiada e alto ofício sob Harune também, servindo como governador da Palestina, Egito, Moçul e então Ifríquia, antes de assumir comando da guarda califal (haras) sob a supervisão do confiável vizir de Harune, o barmécida Jafar ibne Iáia. Deste posto desempenhou função na queda dos barmécidas em 803, e estabeleceu-se como um dos líderes militares seniores do califado. Ele também liderou dois raides de verão na Ásia Menor contra o Império Bizantino. Quando a rebelião em larga escala de Rafi ibne Alaite eclodiu em Samarcanda, no Coração, em 805–806 e o governador local, Ali ibne Issa ibne Maane, provou-se incapaz de suprimi-la, Arraxide enviou-o para substituí-lo.
Hartama estava em Samarcanda quando Arraxide morreu em Tus em março de 809, e permaneceu no oriente depois disso. Consequentemente, Hartama aliou-se com Almamune (r. 813–833) na guerra civil contra Alamim (r. 809–813). Na primavera de 812, após o general Tair ibne Huceine conquistar várias regiões no oriente, Hartama foi enviado para assegurar os territórios tomados e então dirigiu-se para Naravã. Ele foi um dos três comandantes que participaram no cerco crucial de um ano de Bagdá em 812-813. Durante o cerco ele liderou o ataque do leste, enquanto Tair do oeste. No estágio final do cerco, Hartama tentou sem sucesso assegurar a rendição e vida de Alamim ao enviar um barco para pegá-lo no rio Tigre. O barco, contudo, afundou e Alamim foi capturado e executado pelos homens de Tair.

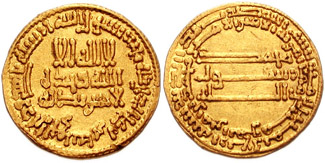
Dirrã de Harune Arraxide r.

Hartama permaneceu no Iraque após isso, e desempenhou um papel importante na derrota da revolta pró-álida de Abul Saraia Alcirri em 815. Logo depois foi nomeado como governador da Arábia e Síria, mas em vez de tomar seu posto Hartama foi para leste com a intenção de avaliar Almamune, que estava em Marve, da situação real do Iraque, e especialmente o ressentimento causado pela dominação do governo por um grupo de coraçanes em torno do vizir Alfadle ibne Sal. Alfadle e seus apoiantes foram capazes de virar o califa contra ele, que foi preso e executado em junho de 816. Em resposta para as notícias de sua execução, o filho de Hartama, Hatim, o governador da Armênia, liderou uma rebelião que foi logo suprimida com sua morte. Outro filho, Aiane, governador do Sistão ca. 820, é também conhecido, e seus descendentes através de Hatim continuaram a ocupar altos ofícios até bem tardiamente no século IX.